# هانس موزر (هنرپیشه)
هانس موزر (انگلیسی: Hans Moser؛ ۶ اوت ۱۸۸۰ – ۱۹ ژوئن ۱۹۶۴) یک هنرپیشه اهل اتریش بود. وی بین سال‌های ۱۹۱۸ تا ۱۹۶۴ میلادی فعالیت می‌کرد.
از فیلم‌ها یا مجموعه‌های تلویزیونی که وی در آن‌ها نقش داشته‌است می‌توان به مرد کامل، ترانه مادر و نقاب آبی اشاره نمود.